# Gloss (personaggio)
Gloss, il cui vero nome è Xiang Po, è una supereroina pubblicata dalla DC Comics. Comparve per la prima volta in Millennium n. 2 (gennaio 1988) e fu creata da Steve Engelhart e Joe Staton.

## Biografia del personaggio
I creatori del Corpo delle Lanterne Verdi, i Guardiani, pianificarono di creare i propri successori, una razza di nuovi Guardiani sulla Terra, così uno di loro incontrò un'aliena membro delle Zamaron. I due incanalarono i loro poteri nel "Progetto Millennium", mettendo insieme dieci individui, istruendoli sulla natura del cosmo, e dotandoli di poteri metaumani e immortalità. Uno di questi era una giovane ragazza della Cina di nome Xiang Po, a cui i Guardiani diedero il potere di estrapolare energia dalle Linee del Drago dalla Terra. Divenne Gloss, e si unì agli altri eroi scelti dai Guardiani per formare i Nuovi Guardiani. Quando l'allora senza potere Guy Gardner venne sull'isola del gruppo con il proposito di conquistarla, lei ne fu disgustata dai suoi modi da gradasso a tal punto da scagliarlo lontano nell'oceano.
Gloss fu originariamente in una missione per passare il suo DNA potenziato ai suoi posteri, e cercava un compagno ideale, ma abbandonò il suo proposito quando il gruppo si sciolse.
Gloss comparve brevemente nel n. 50 della maxiserie di 52. Gloss, insieme agli altri esseri super potenziati, inclusa Manticora e il Diavolo Tazmaniano, furono visti cadere dopo una battaglia con un Black Adam accecato dalla rabbia.

### Un anno dopo
Negli eventi di Un anno dopo, Gloss era un membro dei Guardiani del Globo e seguì la sua ex compagna di squadra Jet, che era la leader del gruppo.
Di recente fu rivelato che Gloss fu uccisa da Prometeo, che la uccise insieme a molti altri Guardiani del Globo.

## Poteri e abilità
- Gloss possiede l'immortalità ed il potere di ottenere energia dalle Linee del Drago (latitudine e longitudine) della Terra.
- Queste linee di potere mistico le infondono un'incredibile forza e la rendono estremamente resistente.
- Può comandare le Linee del Drago, manipolando le energie della Terra per creare terremoti ed attaccare l'ecosistema locale.
- Può leggere e proiettare pensieri anche per lunghe distanze, controllare menti, proiettare illusioni, e generare scariche telepatiche capaci di stordire o addirittura uccidere. Può inoltre proiettare se stessa o altri sul piano astrale, e sforzandosi al massimo riuscire a sondare e comandare intere città. Oltre alle varie manifestazioni telepatiche, Xiang Po possedeva anche limitate capacità precognitive, mai del tutto controllate, che le permettevano di sbirciare nel futuro solo per brevi momenti.